# Кічек
Кіче́к (рос. Кичек) — селище у складі Солтонського району Алтайського краю, Росія. Входить до складу Сузопської сільської ради.

## Населення
Населення — 19 осіб (2010; 49 у 2002).
Національний склад (станом на 2002 рік):
- росіяни — 98 %